# União do Magrebe Árabe

Localização dos membros da UMA.

A União do Magrebe Árabe foi criada em 17 de fevereiro de 1989, através do Tratado de Marraquexe, assinado em Marraquexe (Marrocos). Os Estados-membros são: Argélia, Tunísia, Líbia, Marrocos e Mauritânia.
A União tem como metas principais:
- Livre-circulação de pessoas, serviços, mercadorias e capitais entre os Estados-membros;
- Adoção de políticas comuns. Em matéria econômica, a política comum visa assegurar o desenvolvimento industrial, agrícola, comercial e social dos Estados-membros.

Para esses objetivos serem alcançados, devem ser seguidas as seguintes etapas:
- Instituição de uma zona de livre-comércio com o desmantelamento dos obstáculos tarifários e não tarifários ao comércio entre os países membros;
- Uma união aduaneira, com o objetivo de adotar uma tarifa exterior comum frente ao resto do mundo;
- Um mercado comum, que deve integrar as economias do Magrebe com o fim das restrições à circulação de fatores de produção através das fronteiras nacionais dos países membros.

## Símbolos

Bandeira.
Emblema.